# Індекс OBX
Індекс OBX - це фондовий індекс, який складається з 25 найбільш ліквідних компаній головного індексу біржі Euronext Oslo в Норвегії. Всіми акціями індексу OBX можна торгувати за допомогою опціонів та ф'ючерсів. Компанії у індексу OBX оновлюються двічі на рік, у третю п'ятницю червня та грудня.

## Список компаній в індексі

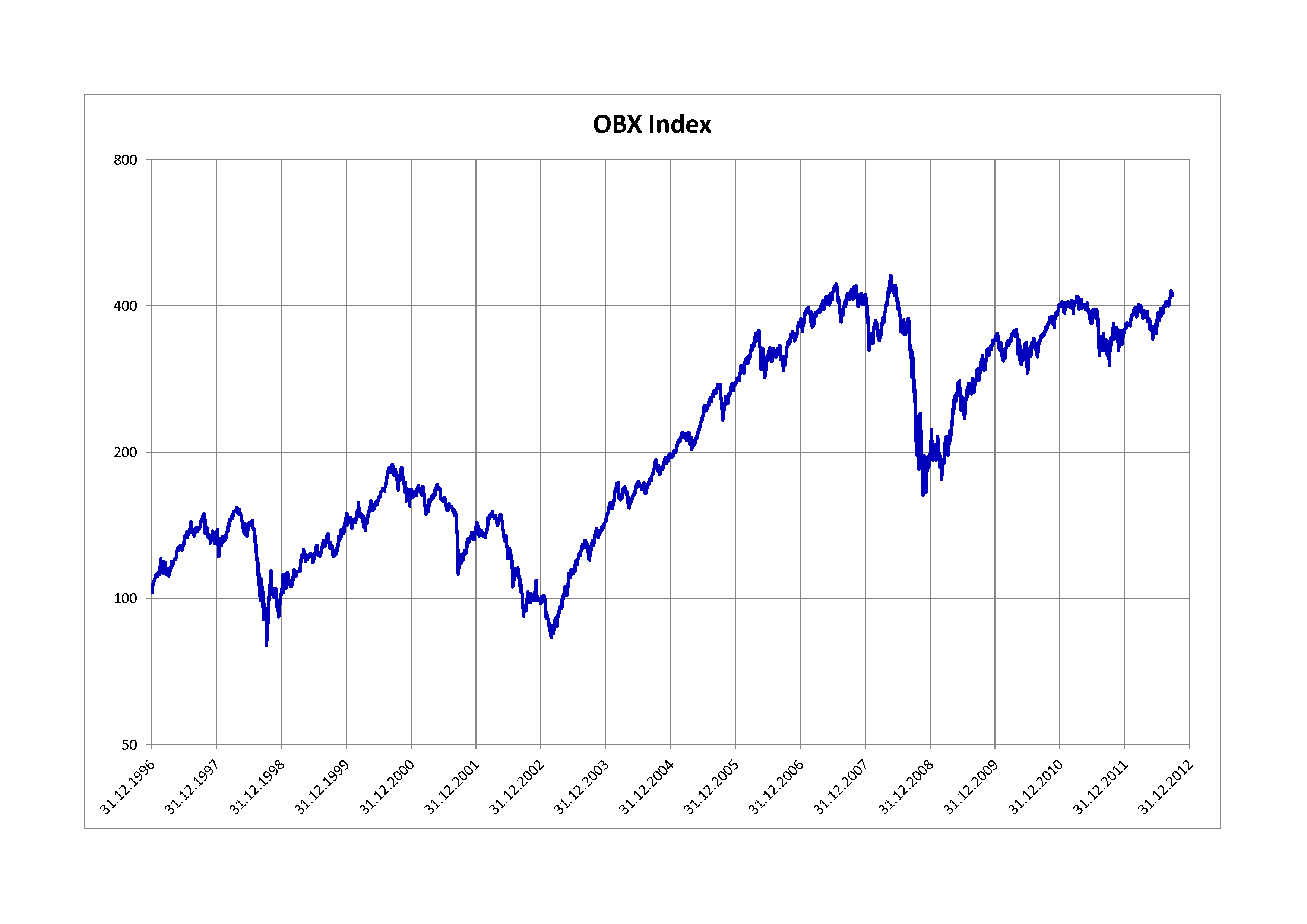
Індекс OBX 1996-2012

Наступні 25 компаній знаходяться у індексі OBX за результатами піврічного огляду, що відбувся 23 вересня 2024 року.
| Компанія              | Сектор ICB                                                 | Тикер | Вага в індексі (%) |
| --------------------- | ---------------------------------------------------------- | ----- | ------------------ |
| Aker BP               | Виробники сирої нафти                                      | AKRBP | 5,60               |
| BW LPG                | Морські перевезення                                        | BWLPG | 0,97               |
| DNB Bank              | Банки                                                      | DNB   | 10,43              |
| Equinor               | Інтегрована нафтогазова компанія                           | EQNR  | 14,89              |
| Frontline             | Морські перевезення                                        | FRO   | 1,66               |
| Gjensidige Forsikring | Повне страхування                                          | GJF   | 3,19               |
| Golden Ocean Group    | Морські перевезення                                        | GOGL  | 0,74               |
| Hafnia Limited        | Морські перевезення                                        | HAFNI | 1,44               |
| Höegh Autoliners ASA  | Морські перевезення                                        | HAUTO | 1,09               |
| Kongsberg Gruppen     | Диверсифікована промисловість                              | KOG   | 8,11               |
| Mowi                  | Сільське господарство, рибальство, скотарство та плантації | MOWI  | 6,65               |
| MPC Container Ships   | Морські перевезення                                        | MPCC  | 0,69               |
| Nordic Semiconductor  | Напівпровідники                                            | NOD   | 1,52               |
| Norsk Hydro           | Алюміній                                                   | NHY   | 7,07               |
| Norwegian Air Shuttle | Авіакомпанія                                               | NAS   | 0,61               |
| Orkla                 | Продовольчі товари                                         | ORK   | 6,09               |
| SalMar                | Сільське господарство, рибальство, скотарство та плантації | SALM  | 3,28               |
| Storebrand            | Страхування життя                                          | STB   | 4,50               |
| Subsea 7              | Нафтове обладнання та послуги                              | SUBC  | 2,98               |
| Telenor               | Телекомунікаційні послуги                                  | TEL   | 6,34               |
| TGS ASA               | Нафтове обладнання та послуги                              | TGS   | 1,58               |
| Tomra Systems         | Промислове машинебудування                                 | TOM   | 2,85               |
| Vår Energi ASA        | Морське буріння та інші послуги                            | VAR   | 2,38               |
| Wallenius Wilhelmsen  | Морські перевезення                                        | WAWI  | 0,99               |
| Yara International    | Добрива                                                    | YAR   | 4,34               |